# Kanton Condat-sur-Vienne
Der Kanton Condat-sur-Vienne ist ein seit 2015 bestehender Wahlkreis im französischen Département Haute-Vienne. 

## Gemeinden
Der Kanton besteht aus zwölf Gemeinden mit insgesamt 19.395 Einwohnern (Stand: 1. Januar 2022) auf einer Gesamtfläche von 266,75 km²:
| Gemeinde                   | Einwohner 1. Januar 2022 | Fläche km² | Dichte Einw./km² | Code INSEE | Postleitzahl |
| -------------------------- | ------------------------ | ---------- | ---------------- | ---------- | ------------ |
| Boisseuil                  | 2.997                    | 18,92      | 158              | 87019      | 87220        |
| Condat-sur-Vienne          | 5.208                    | 15,47      | 337              | 87048      | 87920        |
| Eyjeaux                    | 1.335                    | 24,23      | 55               | 87063      | 87220        |
| Le Vigen                   | 2.298                    | 29,51      | 78               | 87205      | 87110        |
| Pierre-Buffière            | 1.147                    | 5,75       | 199              | 87119      | 87260        |
| Saint-Bonnet-Briance       | 538                      | 30,06      | 18               | 87138      | 87260        |
| Saint-Genest-sur-Roselle   | 541                      | 19,22      | 28               | 87144      | 87260        |
| Saint-Hilaire-Bonneval     | 1.005                    | 28,49      | 35               | 87148      | 87260        |
| Saint-Jean-Ligoure         | 489                      | 30,30      | 16               | 87151      | 87260        |
| Saint-Maurice-les-Brousses | 1.041                    | 10,87      | 96               | 87169      | 87800        |
| Saint-Paul                 | 1.235                    | 37,39      | 33               | 87174      | 87260        |
| Solignac                   | 1.561                    | 16,54      | 94               | 87192      | 87110        |
| Kanton Condat-sur-Vienne   | 19.395                   | 266,75     | 73               | 8705       | –            |